# ASM Sangarédi
Association Sportive des Mineurs de Sangarédi, auch bekannt als ASM Sangarédi, ist ein 1984 gegründeter guineischer Fußballverein aus Sangarédi. Aktuell spielt der Verein in der ersten Liga.

## Geschichte
Der Verein wurde 1984 in Sangarédi von einer Gruppe von Bergleuten als Sportmannschaft mit den Abteilungen Basketball, Fußball, Leichtathletik und Taekwondo gegründet. Der erste große Erfolg war das Erreichen des Finale im guineischen Pokal. Hier unterlag man dem AS Kaloum Star im Elfmeterschießen. Nach mehreren Spielzeiten in der ersten Liga stiegen sie in der Saison 2009/10 in die zweite Liga ab. 2023 wurde der Klub Vizemeister der zweiten Liga und kehrte nach 13 Jahren wieder in die erste Liga zurück.

## Erfolge
- Guineischer Zweitligavizemeister: 2021/22  ▲

## Stadion
Die Heimspiele werden im Stade Petit Sory in Conakry ausgetragen. Das Stadion hat ein Fassungsvermögen von 2000 Personen.